# Referendum consultivo nella provincia del Verbano-Cusio-Ossola del 2018
Il referendum consultivo nella provincia del Verbano-Cusio-Ossola del 2018 si è tenuto il 21 ottobre e ha avuto ad oggetto la proposta di scorporare il territorio della provincia dal Piemonte per aggregarlo alla Lombardia. La votazione è stata indetta con decreto del presidente della Repubblica del 9 agosto 2018 a seguito di delibera del consiglio dei ministri, su proposta del ministro dell'interno Matteo Salvini, a norma dell'articolo 132, comma 2, della Costituzione.
Il referendum è stato il primo nella storia d'Italia in cui gli elettori di un'intera provincia sono stati consultati sull'ipotesi di un cambio di Regione. In precedenza analogo referendum era previsto nel 2013 per il passaggio della provincia di Piacenza dall'Emilia-Romagna alla Lombardia, ma fu successivamente revocato. Ancora prima, nel 2011 l'amministrazione provinciale di Belluno aveva deliberato una consultazione referendaria per il passaggio della provincia al Trentino-Alto Adige, su proposta di un comitato bellunese che aveva raccolto 17 500 firme: l'ufficio centrale per il referendum presso la Cassazione tuttavia dichiarò illegittima la richiesta consiliare per violazione dell'articolo 116, comma 2, della Costituzione, il quale stabilisce tassativamente che «La Regione Trentino-Alto Adige/Südtirol è costituita dalle Province autonome di Trento e di Bolzano».

## Storia
Il referendum è stato autorizzato dalla Cassazione nel luglio del 2018, dopo la raccolta di 5 228 firme - iniziata nell'ottobre del 2017 e conclusasi nel dicembre dello stesso anno - promossa dall'ex senatore Valter Zanetta e dal consigliere provinciale Luigi Spadone e la successiva deliberazione del consiglio provinciale del 3 maggio 2018. Sono stati chiamati alle urne 143 375 elettori, suddivisi nelle 225 sezioni elettorali dei 76 comuni interessati.
Trattandosi di un referendum di modifica della circoscrizione territoriale, per l'approvazione del quesito non era sufficiente la maggioranza semplice dei voti favorevoli, essendo invece richiesta la maggioranza assoluta degli aventi diritto al voto (vale a dire 71 688 votanti).

### Costi organizzativi
Le spese stanziate a bilancio dalla provincia per l'organizzazione del referendum ammontano a circa 350 000 euro.

## Il quesito e la scheda
- Colore scheda: blu
- Motto: Referendum popolare

## Posizioni

### Posizioni delle forze politiche presenti nel consiglio provinciale
| Gruppo                         | Consiglieri | Indicazione di voto | Fonte  |
| ------------------------------ | --- | ------------------- | ------ |
| Progetto Vco                   | Giovanni Morandi (capogruppo), Riccardo Brezza (vicepresidente), Flavia Filippi, Fabio Pizzicoli, Silvia Tipaldi | No                  | [ 12 ] |
| La Provincia per il Territorio | Luigi Spadone (capogruppo e promotore del referendum), Fabio Basta, Mario Geraci                                 | Sì                  | [ 12 ] |
| Lago e Monti                   | Rino Porini (capogruppo), Giandomenico Albertella                                                                | Indeciso            | [ 12 ] |

### Posizioni delle forze politiche presenti nel Parlamento italiano
| Partito             | Indicazione di voto | Fonte  | Note                                                        |
| ------------------- | ------------------- | ------ | ----------------------------------------------------------- |
| Lega                | Indeciso            | [ 13 ] | Nessuna indicazione                                         |
| Partito Democratico | Indeciso            | [ 14 ] | Contrario all'oggetto del quesito ma lascia libertà di voto |
| Forza Italia        | Indeciso            | [ 15 ] | Invito a votare no o all'astensione                         |
| Movimento 5 Stelle  | Indeciso            | [ 16 ] | Libertà di voto                                             |
| Fratelli d'Italia   | No                  | [ 17 ] |                                                             |
| Liberi e Uguali     | Indeciso            | [ 18 ] | Contrario al referendum ma lascia libertà di voto           |

## Risultati

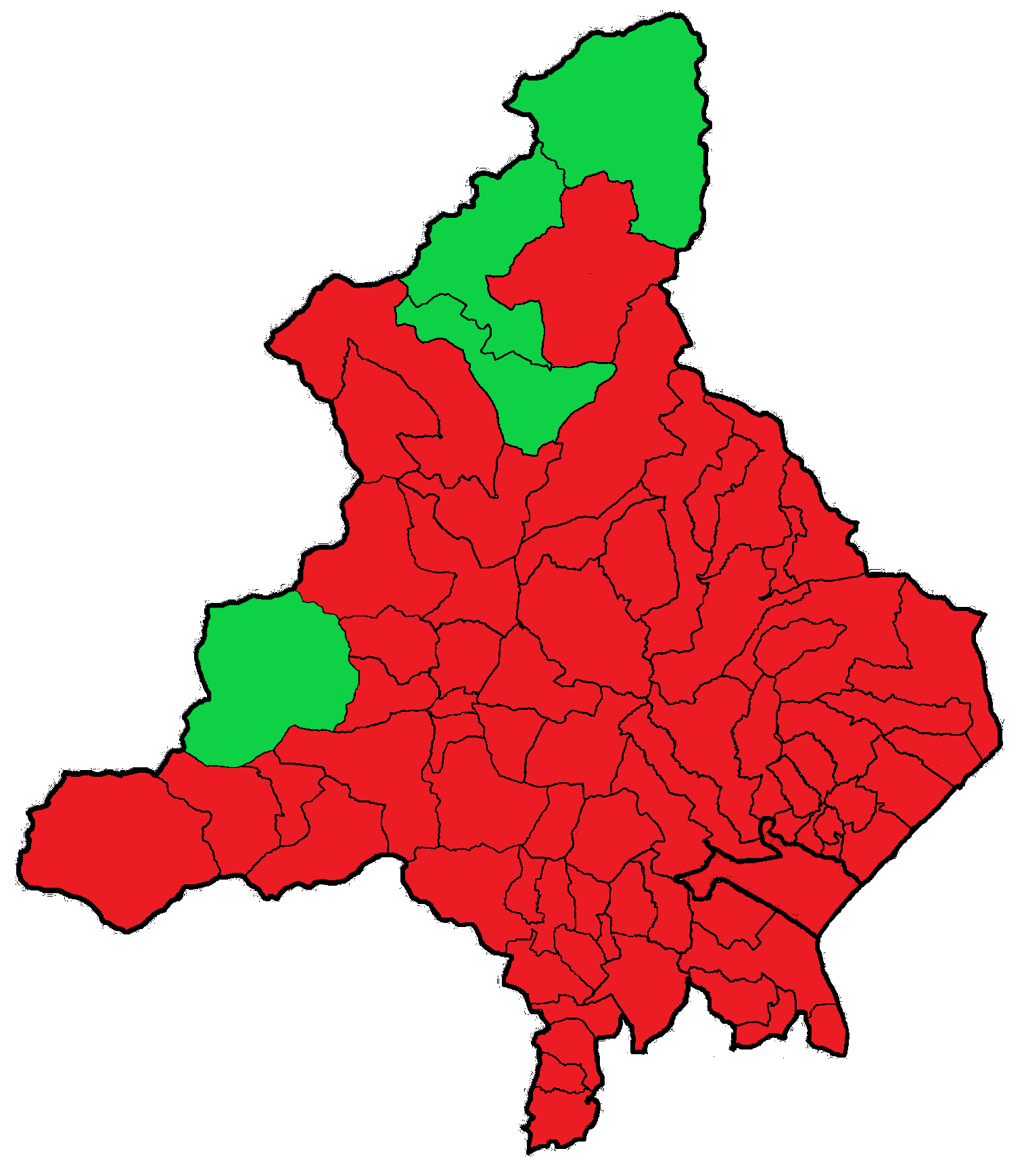
Affluenza nei comuni del VCO: in verde > 50%, in rosso < 50%

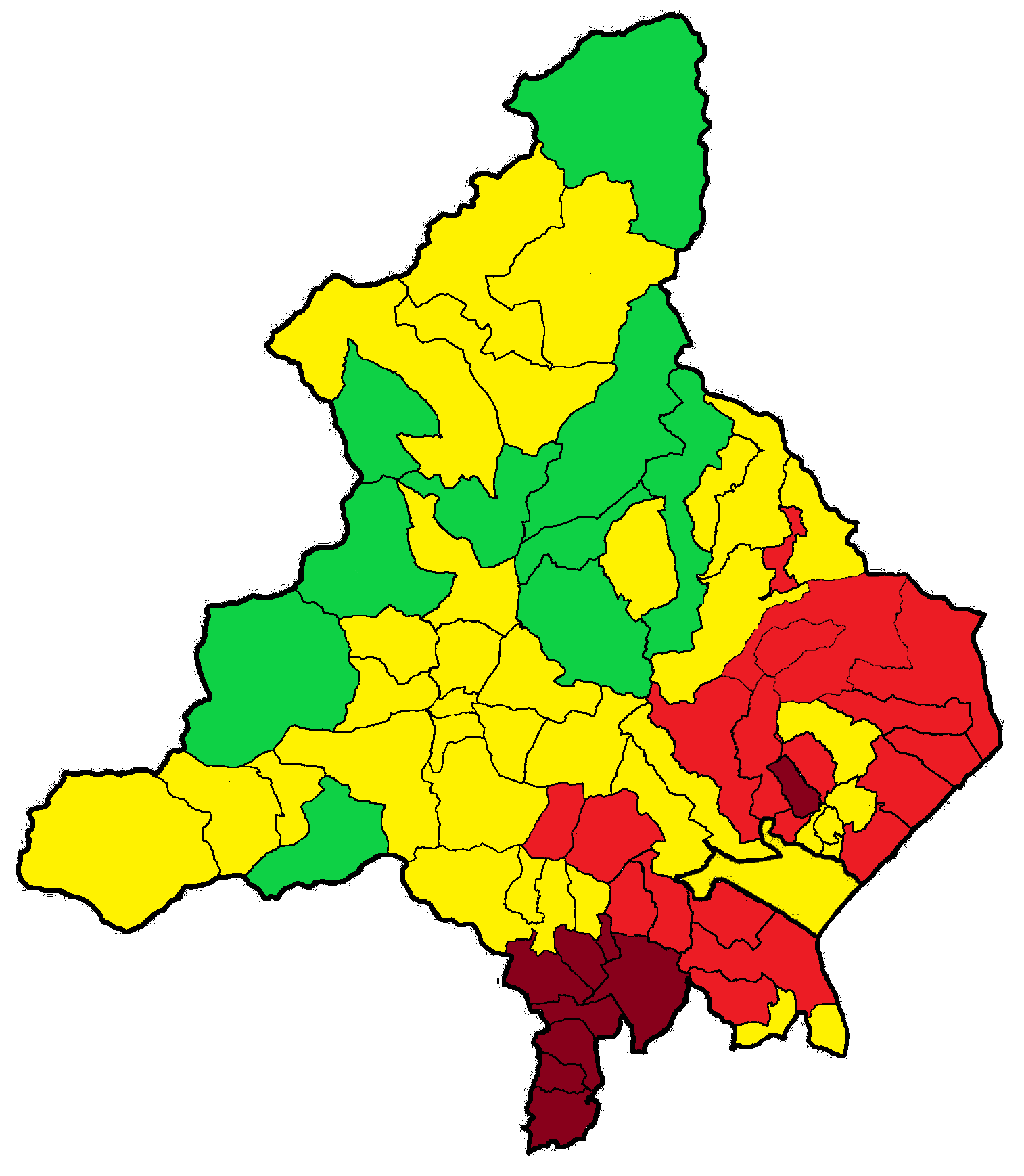
Risultati del Sì nei comuni del VCO: in verde > 90%, in giallo 80-90%, in rosso 70-80%, in rosso scuro <70%

I seggi elettorali sono aperti dalle ore 7:00 alle 23:00 nella sola giornata di domenica 21 ottobre 2018.

### Affluenza alle urne
| Affluenza            | ore 12:00 | ore 19:00 | ore 23:00 |
| -------------------- | --------- | --------- | --------- |
| Verbano-Cusio-Ossola | 9,78%     | 27,27%    | 33,22%    |

Fonte: Prefettura - Ufficio territoriale del governo del Verbano Cusio Ossola

### Scrutinio
|                | Totali  | Percentuale | Percentuale           |
| -------------- | ------- | ----------- | --------------------- |
| Elettori       | 143 375 |             |                       |
| Votanti        | 47 623  | 33,22%      | (su 143 375 elettori) |
| Schede bianche | 150     | 0,31%       | (su 47 623 votanti)   |
| Schede nulle   | 204     | 0,43%       | (su 47 623 votanti)   |
| Voti validi    | 47 269  | 99,26%      | (su 47 623 votanti)   |

| Opzioni di voto | Voti   | %      | Quorum        |
| --------------- | ------ | ------ | ------------- |
| Sì              | 39 202 | 82,93% | NON RAGGIUNTO |
| No              | 8 067  | 17,07% |               |
| Totale          | 47 269 | 100%   |               |

Fonte: Prefettura - Ufficio territoriale del governo del Verbano Cusio Ossola

## Conseguenze del voto
Data l'affluenza alle urne, attestatasi a 47 623 votanti totali a fronte della necessità di 71 688 voti favorevoli, la proposta di passare alla Lombardia è stata dichiarata respinta.